# Eleccions legislatives xipriotes de 1991
Les Eleccions legislatives xipriotes de 1991 es van celebrar a Xipre el 19 de maig de 1991. El cap del Partit Democràtic Alexis Galanos fou elegit president de la Cambra de Representants de Xipre.
Resum dels resultats electorals de 19 de maig de 1991 a la Cambra de Representants de Xipre
|                        | Reagrupament Democràtic Dimokratikos Sinagermos                                                           | 122.495 | 35,81 | 20 | +1 |
|                        | Partit Progressista del Poble Treballador Anorthotikon Komma Ergazemenou Laou                             | 104.771 | 30,63 | 18 | +3 |
|                        | Partit Democràtic Dimokratikon Komma                                                                      | 66.867  | 19,55 | 11 | -5 |
|                        | Partit Social-Unió de Centre Unitat Democràtica-EDEK Sosialistikó Komma- Eniaia Dimokratiki Enosi Kentrou | 37.264  | 10,89 | 7  | +1 |
|                        | Partit Socialista per la Renovació Democràtica Ανανεωτικό Δημοκρατικό Σοσιαλιστικό Κίνημα                 | 8.199   | 2,40  | -  |    |
|                        | Partit dels Refugiats de Xipre Unit Παγκύπριο Κόμμα Προσφύγων                                             | 1.887   | 0,55  | -  |    |
|                        | Independents                                                                                              | 555     | 0,16  | 0  |    |
|                        | Total (participació 93,13%)                                                                               | 342.038 | 100.0 | 56 |    |
| Font: diaris xipriotes | |         |       |    |    |